# Grand Tour d'Italia - Sulle orme dell'eccellenza
Grand Tour d'Italia – Sulle orme dell'eccellenza è il live&media experience del settimanale Panorama che racconta l'Italia e il suo patrimonio artistico e culturale, attraverso le eccellenze del mondo dell'impresa, dell'economia, della cultura, della scienza, dell'arte, dell'enogastronomia.
Alla conduzione del programma, Lucilla Agosti, affiancata da Cataldo Calabretta e dal nuovo direttore di Panorama Raffaele Leone. Le prime due edizioni della trasmissione, al posto della Agosti, sono state presentate da Alessia Ventura. Artisti, musicisti, attori, scrittori, imprenditori, chef e personaggi di spicco dell'attualità, ogni venerdì in seconda serata su Rete4, raccontano la realtà delle loro città attraverso interviste esclusive.
Tra i protagonisti delle varie stagioni: Maria De Filippi, Lorella Cuccarini, John Elkann, Zucchero, Gerry Scotti, Max Pezzali, Elena Sofia Ricci, Paolo Ruffini, PFM, Paolo Crepet, Flavio Briatore, Luca Tommassini e molti altri.
“Grand tour d'Italia – Sulle orme dell'eccellenza”, diretto da Mario Maellaro, è scritto da Luigi Miliucci e Tommaso Martinelli. Il format, nato da un'idea di Giorgio Mulè, Paola Picilli e Gian Maria Miliacca, è prodotto da Panorama e Fluendo Production ed è realizzato da AfProject srl in collaborazione con Videonews.